# Lasse Andersson
Lasse Bredekjær Andersson, né le 11 mars 1994 à Esbjerg au Danemark, est un handballeur international danois évoluant au poste d'arrière gauche au Füchse Berlin depuis 2020.

## Biographie
Lasse Andersson commence à jouer au handball à l'âge de 4 ans et effectue toute sa formation au Frederiksberg IF. En décembre 2012, il signe son premier contrat professionnel avec le TMS Ringsted.

## Palmarès

### En club
Compétitions nationales
- Vainqueur de la Coupe du monde des clubs (3) : 2017, 2018, 2019
- Vainqueur de la Ligue européenne (C3) (1) : 2023

Compétitions internationales
- Vainqueur du Championnat du Danemark (2) : 2014 et 2015
- Vainqueur de la Coupe du Danemark (1) : 2013
- Vainqueur du Championnat d'Espagne (4) : 2017, 2018, 2019, 2020
- Vainqueur de la Coupe du Roi (4) : 2017, 2018, 2019, 2020
- Vainqueur de la Coupe ASOBAL (4) : 2017, 2018, 2019, 2020
- Vainqueur de la Supercoupe d'Espagne (4) : 2016, 2017, 2018, 2019

### En équipe nationale
Jeux olympiques
- Médaille d'argent aux Jeux olympiques 2020
- Médaille d'or aux Jeux olympiques de 2024

Championnats du monde
- 10e place au Championnat du monde 2017
- Médaille d'or au Championnat du monde 2021
- Médaille d'or au Championnat du monde 2025

Championnats d'Europe
- 13e place au Championnat d'Europe 2020
- Médaille de bronze au Championnat d'Europe 2022